# Народна библиотека „Раде Драинац” Прокупље
Народна библиотека „Раде Драинац“ Прокупље је матична библиотека Топличког округа. Располаже са књижним фондом од 80.000 књига и у њој се одржавају бројни књижевни и образовни програми. 

## Историја
Библиотека има дугу традицију. Њена историја почиње са оснивањем Грађанске читаонице 1910. године, чији је рад прекинут услед Балканских и Првог светског рата. Касније, 23. марта 1930. године је отворена Народна читаоница са универзитетом. Одмах по ослобођењу Прокупља, у Другом светском рату, основана је Народна књижница и читаоница у Прокупљу. Библиотека је 1961. постаје матична за општину Прокупље, а 1973. отварено је самостално Дечје одељење. Исте године библиотека је добила данашњи назив Народна библиотека „Раде Драинац“.

## Данас
Народна библиотека „Раде Драинац“ данас представља организовану културну установу. Програмска делатност библиотеке организована је на Одељењу за одрасле, на Дечјем одељењу и у два пункта на сеоском подручју у Малој Плани и Житном Потоку. Књижни фонд има преко 80.000 књига.
Од оснивања, у библиотеци се одржавају бројни књижевни и образовни програми. На књижевним вечерима су представљени многи српски писци за одрасле и децу. На трибинама су гостовали познати социолози, филозофи и публицисти. 

#### Матична служба
Матична служба своје функције врши у складу са Законом о библиотечко-информационој делатности на територији Топличког округа, у општинама Прокупље, Куршумлија, Блаце и Житорађа. Мрежу библиотека Топличког округа чине: матична библиотека „Раде Драинац“ (са два огранка), три општинске библиотеке - Народна библиотека „Рака Драинац“ Блаце, Народна библиотека Куршумлија, Народна библиотека Житорађа (са једним огранком) и 24 библиотека у основним и средњим школама.
Служба за матичне послове стара се о развоју библиотечке делатности на територији Топличког округа а регистрованим библиотекама пружа стручну помоћ и врши њихов стручни надзор.

#### Завичајно одељење
Завичајно одељење основано 1977. године, прикупља, обрађује и чува књижну и некњижну грађу о Прокупљу и Прокупчанима, као и о целој Топлици. У завичајном фонду чувају се дела аутора рођених на територији Топличког округа и све публикације које су издате у општинама Прокупље, Блаце, Куршумлија и Житорађа.
Овај фонд садржи преко 1.400 монографских публикација, 37 наслова листова и часописа, збирке позивница, плаката, разгледница, фотографија, новинских исечакан и аудио-визуелну грађу. Завичајно одељење чува први и једини број првог књижевног часописа у Топлици „Луча“, све бројеве часописа „ТОК“, „Топличке свеске“, „Топлички венац“ и једини топлички лист „Топличке новине“. Чести корисници завичајног фонда су сами писци, који стварају у Топлици и Прокупљу.
Завичајно одељење организује изложбе завичајне грађе и једном годишње ревијално вече „Топлички писци и књиге“ на коме се прави преглед целокупне годишње штампане продукције Прокупља а учесници су аутори, приређивачи и уредници завичајних публикација. У оквиру завичајног одељења покренута је и дигитализација 2010. године. Дигитализоване су старе разгледнице и фотографије Прокупља, а ради се и на дигитализацији књига значајних за проучавање историјских, географских и културних особености Топлице, као и на формирању посебних ауторских колекција. На пројекту дигитализације су ангажовани библиотекари Драган Огњановић и Стеван Бошковић, који су завршили посебан курс за дигитализацију у електронској учионици Народне библиотеке Србије.

#### Драинчеви књижевни сусрети
Драинчеви сусрети песника покренути су 1966. године. Са краћим прекидом (1970—1975), трају већ 4 деценије. Посвећени су делу и животу Радета Драинца (1899—1943. Његово песништво, почело је високо да се вреднује тек шездесетих година, када је феномен његовог певања и мишљења у књижевности означен као – драинизам. Томе је највише допринело појављивање првог послератног избора из његове поезије, који је сачинио Стеван Раичковић.
У оквиру ове манифестације, која се одржава крајем августа и почетком септембра, додељује се награда Драинац за најбољу књигу поезије у претходној години и одржавају се заниљмиви програми: „Поезија Балкана“, „Књижевност градова“, „Драинац за децу“, „Портрет добитника награде Драинац“, „Боемско вече Драинцу у част“, „Митинг поезије“ и др. Циљ манифестације је указивање на значај Драинчевог књижевног дела, али и афирмисање модерне српске поезије. Осим тога, у оквиру исте налазе се и пратећи програми из ликовна и примењене уметности, позоришне и музичко-сценске уметности.
Са покретањем „Драинчевих сусрета“, започело је и озбиљније проучавање пишчевог дела, а многобројни културни посленици и поштоваоци су му подигли бисту, обновили родну кућу у селу Трбуњу, основали спомен собу и објавили сабрана дела 1999. године. Библиотекар који дуго година води Културни програм "Драинчевих књижевних сусрета" је Драган Барјактаревић, који је изабран за директора Библиотеке у 2013.години.